# 弗拉斯卡蒂手册
弗拉斯卡蒂手册（英語：Frascati Manual）是由经济合作与发展组织准备并出版的建立收集科研统计数据方法的文件，它将预算按照做什么、研究什么、谁研究来分类，提出了基础研究、应用研究和研发的三种定义。其名称得名于1963年召开相关会议的意大利弗拉斯卡蒂。